# Bactericera bucegica
Bactericera bucegica är en insektsart som först beskrevs av Dobreanu och Manolache 1962.  Bactericera bucegica ingår i släktet Bactericera och familjen spetsbladloppor. Inga underarter finns listade i Catalogue of Life.